# 三河荻原站
三河荻原站（日语：／ Mikawa-Ogihara eki */?）是一座位於愛知縣幡豆郡吉良町大字荻原（現時：西尾市吉良町荻原），名古屋鐵道西尾線的車站（廢站）。此站只有普通列車停靠。在2006年12月16日廢除。在2007年2月，月台和候車室等車站設施進行清拆工程，同時車站遺址進行土地平整工程，為了防止人們進入路軌而設置了柵欄。

## 歷史
- 1915年（大正4年）8月5日 - 西尾鐵道荻原站啟用。
- 1918年（大正7年）7月1日 - 車站改名為三河荻原站[1]。
- 1926年（大正15年）12月1日：西尾鐵道合併至愛知電氣鐵道（日语：愛知電気鉄道）。
- 1935年（昭和10年）8月1日：愛知電氣鐵道與名岐鐵道合併為名古屋鐵道。
- 1960年（昭和35年）度 - 廢除貨運業務[2]。
- 1967年（昭和42年）9月10日 - 成為無人車站[3]。
- 2006年（平成18年）12月16日 - 車站被廢除[4]。
- 2007年（平成19年）2月 - 月台等車站設施被清拆，車站遺址進行土地平整及設置防護柵。

## 車站構造
此站是地面車站，設有1面1線的單式月台。此站未有引入車站集中管理系統，為一座無人車站。此站沒有站舍，月台直接連接車站出入口。由於西尾線西尾站以南和蒲郡線之間（西尾至蒲郡）的列車都是一人控制（通稱：西蒲OneMan），因此月台設有售票機。

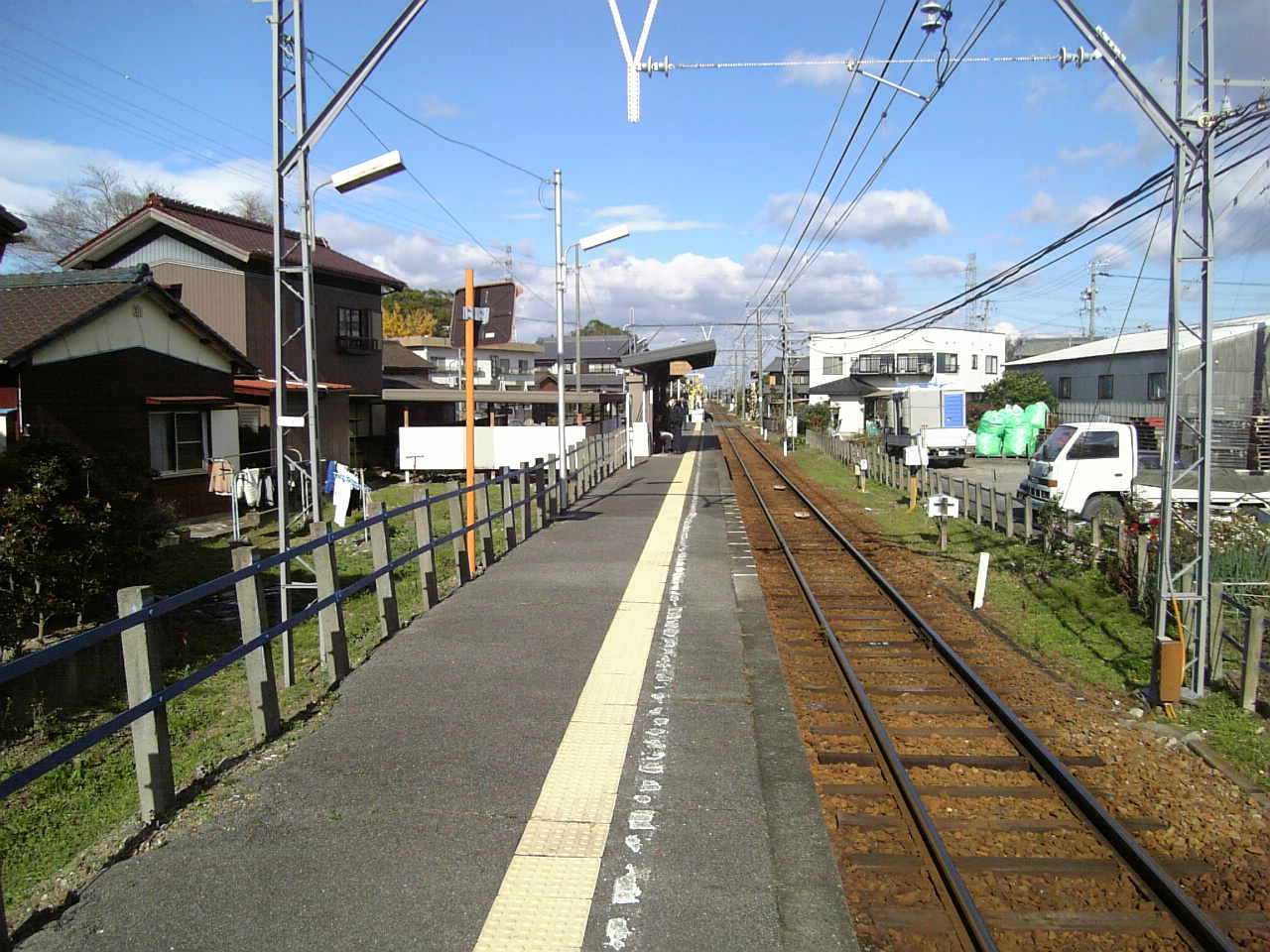
月台
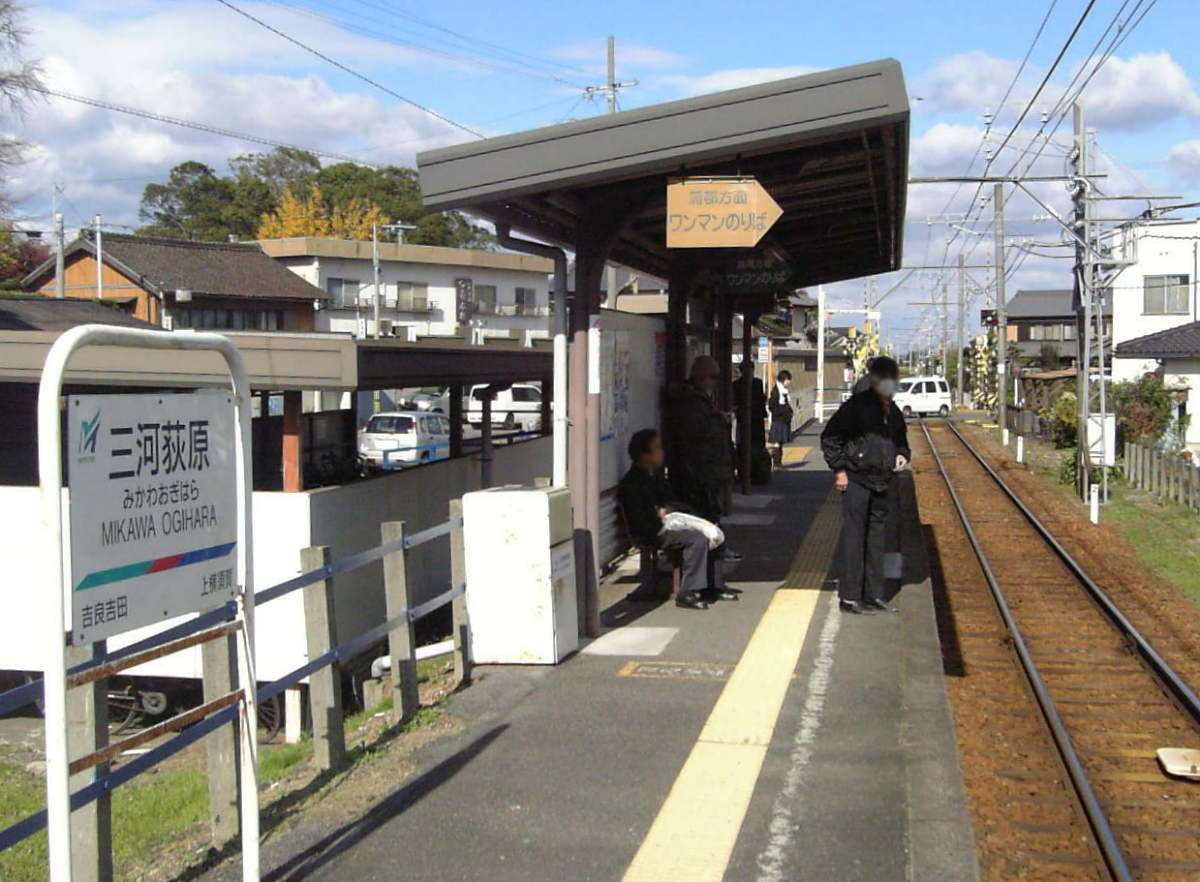
站牌與候車室
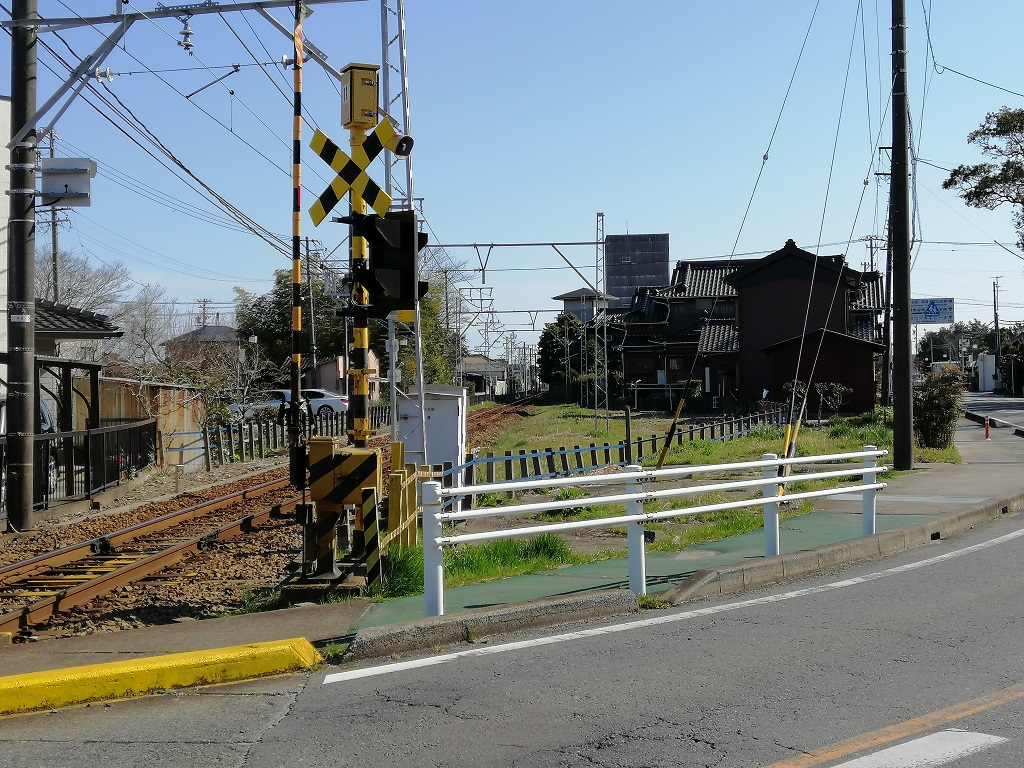
三河荻原站遺址

### 配線圖
| ← 西尾方向      | 三河荻原駅 構内配線略図 | → 吉良吉田 蒲郡方向 |
| 图例 参考文献： |                         |                     |

## 使用狀況
- 在中提及在1992年度，當時1日平均上下車人次為373人，為除岐阜市內線均一車費區間內各站（岐阜市內線、田神線、美濃町線徹明町站至琴塚站之間）外名鐵所有車站（342站）中排名第288，西尾線、蒲郡線（24站）排名第20[6]。
- 在《愛知縣統計年鑑》中，2005年度1日平均乘車人次為139人[7]。以下為2006年度前，1日平均乘車人次列表。

| 年度   | 1日平均 乘車人次 |
| ------ | ---------------- |
| 2001年 | 119              |
| 2002年 | 126              |
| 2003年 | 118              |
| 2004年 | 130              |
| 2005年 | 139              |
| 2006年 | 139              |

## 車站周邊
- 西尾市政廳吉良分所（舊・吉良町公所）

## 相鄰車站
名古屋鐵道
■ 西尾線
■特急、□快速急行、■急行
通過
■普通
上橫須賀－三河荻原－吉良吉田
曾經在上橫須賀站至此站之間設有東富田站。

## 注腳